# Chrysobothris roguensis
Chrysobothris roguensis es una especie de escarabajo del género Chrysobothris, familia Buprestidae. Fue descrita científicamente por Beer en 1967.